# Lorraine Barbosa
Lorraine Barbosa Martins OLY (Rio de Janeiro, 4 de abril de 2000) é uma velocista brasileira. Foi medalha de ouro nos Jogos Pan-Americanos de 2019. Representou o Brasil em duas Olimpíadas. Integra a equipe de atletas da Força Aérea Brasileira.

## Biografia
Possui uma má formação na mão esquerda, que a fez ter dois dedos a menos. Seu início na carreira esportista foi em peladas de rua no bairro de Santa Cruz, na Zona Oeste do Rio de Janeiro. Praticou handebol e chegou ao atletismo em um projeto social na Vila Olímpica Oscar Schmidt. Conquistou medalhas de ouro nos 100 metros e nos 200 metros durante o Sul-Americano Sub-20 de 2017.
Nos Jogos Pan-Americanos de 2019, em Lima, conquistou a medalha de ouro no revezamento 4x100m junto com Vitória Rosa, Rosângela Santos e Andressa Fidélis. Também foi medalha de ouro na mesma prova durante os Jogos Mundiais Militares de 2019.
Nos Jogos Olímpicos de Verão de 2020, realizados em 2021 em Tóquio, Lorraine foi convocada como substituta no revezamento 4x100m. A prova foi disputada por Bruna Farias, Ana Cláudia Lemos, Vitória Rosa e Rosângela Santos, que não atingiram a final.
Disputou a prova dos 200 metros durante o Campeonato Mundial de Atletismo de 2022, mas não saiu da primeira fase.
Competiu nos Jogos Olímpicos de Verão de 2024, em Paris. Esteve na prova dos 200 metros e fez o tempo de 23s68, terminando em último em sua bateria. Em entrevista ao SporTV, ela revelou que rompeu o tendão durante o Sul-Americano do ano anterior. A atleta disse que optou por não fazer a cirurgia para ir aos Jogos. 